# Мэргэн и Маянхылу
Мэргэн и Маянхылу («Мәргән менән Маянһылыу» — «Мэргэн и Маянхылу») — памятник башкирской словесности, эпос. Записан в 1917 году в стихотворной форме и прозе М. А. Бурангуловым от сэсэна Гинията Бикмурзина в деревне Бабаларово нынешнего Куюргазинского района Башкортостана.

## История
Рукопись произведения не сохранилась, машинописный текст хранится в Научном архиве УНЦ РАН.
По содержанию произведение относится к серии башкирских эпосов «Идукай менән Мурадым», «Ек-Мэргэн», рассказывающих о борьбе башкирского народа за независимость.
По мотивам эпоса в 1940 году в Башкирском театре оперы и балета в Уфе поставлена опера «Мәргән» («Мэргэн»; либретто Бурангулова, композитор А. А. Эйхенвальд).

## Сюжет
В произведении «Мэргэн и Маянхылу» повествуется о том, что ногайский хан, за отказ башкир выдать за него замуж красавицу Маянхылу, чрезмерно повышает им ясак. Старый курбаши Надырши просит отца Маянхылу избрать нового курбаши — молодого батыра Мэргэна.
Мэргэн собрал войско и выступил против ногайского хана, у которого была в плену Маянхылу. Отрубив голову хану и разрушив его ханство, Мэрген дал народам, томившимся под его игом, свободу. 
Этот эпос описывает борьбу башкир против ногайской орды.